# ورقة فيلجويف

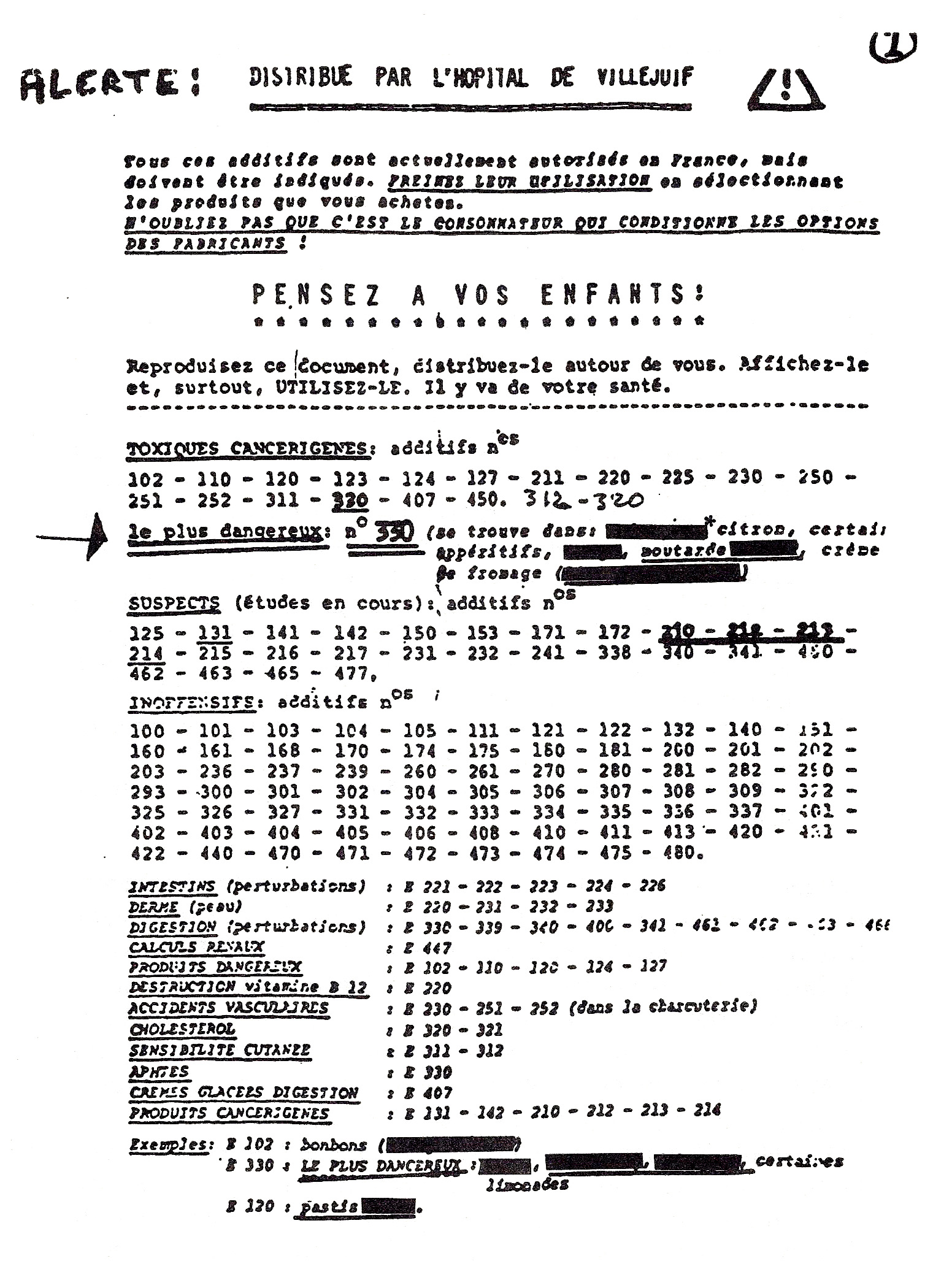
إحدى النسخ من ورقة فيلجويف يظهر بها اسم المستشفى

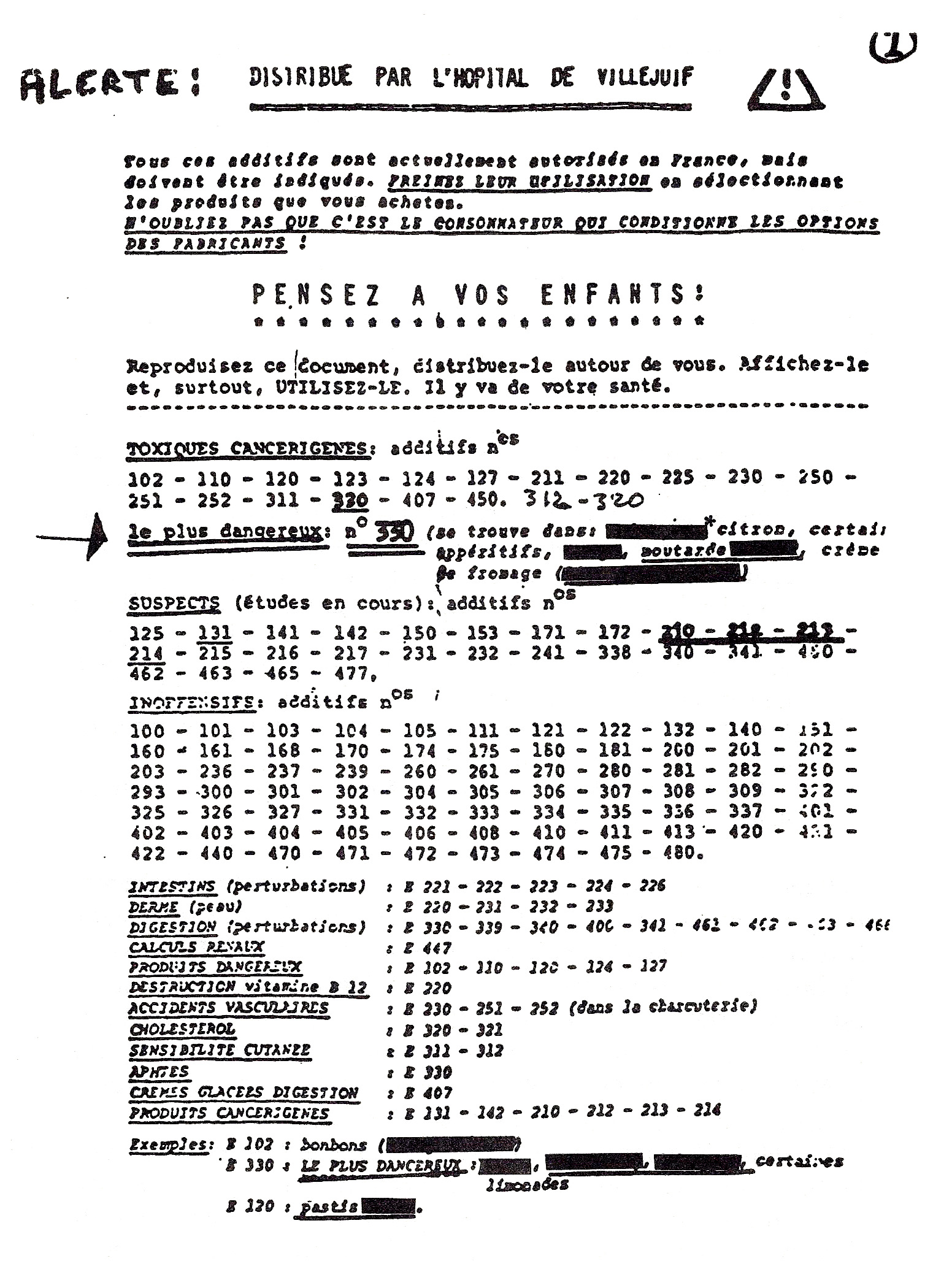
نسخة من الورقة

ورقة فيلجويف (بالفرنسية: Tract de Villejuif)‏ والمعروفة أيضا باسم نشرة فيلجويف أو قائمة فيلجويف، هي قائمة تضم عددًا من الإضافات الغذائية (ممثلة برقم إي الخاص بها) وعدها كمواد مسرطنة. لقيت الورقة انتشارا واسعا وسببت ذعرا في أوروبا في أواخر السبعينات والثمانينات. إحدى المدخلات على القائمة كانت حمض الليمون (E 330).
اشتق اسمها بسبب ادعاء خاطئ بأن الورقة أصدرت في مستشفى في مدينة فيلجويف.

## التاريخ
أول مشاهدة مؤكدة للورقة كانت في فبراير 1976، على شكل صفحة واحدة مطبوعة في فرنسا. نشرت نسخ محلية عبر أوروبا لمدة عقد من الزمان على شكل كتيب أو نشرة وزعت بين الأصدقاء وتضمنت نحو 16 مادة كيمياوية وزعمت أنها سموم خطرة ومواد مسرطنة. لم يُعثر أبدا على المؤلف الأصلي للقائمة المطبوعة، وأثرت الورقة على ما يقرب من 7 ملايين شخص بسبب انتشارها الذي خرج عن السيطرة. وفي مسح أجرى على 150 ربة بيت فرنسية، قالت 19% منهن أنهن توقفن عن استخدام المنتجات التي تستخدم هذه المضافات، بينما قالت 69% منهن أنهن يخططن للتوقف.

## محتويات القائمة
وزعت نسخ متعددة من هذه الورقة، والمجموعة وتختلف المواد المذكورة، سواء المشكوك بها أو الخطرة، من نسخة إلى نسخة. المواد التالية أدرجت على الأقل في إحدى هذه الأوراق:
- سام: إي 120 (كارمين)، إي 211 (بنزوات الصوديوم)، إي 220 (ثنائي أكسيد الكبريت)، إي 230 (ثنائي الفينيل)، إي 239 (سداسي ميثيلين رباعي أمين)، إي 250 (نتريت الصوديوم)، إي 251 (نترات الصوديوم)، إي 252 (نترات البوتاسيوم)، إي 320 (بوتيل هيدروكسي الأنيسول)، إي 321 (بوتيل هيدروكسي تولوين)، إي 330 (حمض الليمون، أدرج بأنه "الأخطر")، إي 407، إي 450 (بيروفوسفات)
- مشتبه به: إي 141 (مشتقات اليخضور)، إإي 150 (لون الكراميل)، إي 153 (أسود الكربون)، إي 171 (ثنائي أكسيد التيتانيوم)، إي 172 (أكسيد الحديد)، إي 173 (ألمنيوم)، إي 210 (حمض البنزويك)، إي 212، إي 213، إي 214/إي 215 (إيثيل بارابين)، إي 216/إي 217، إي 221 (كبريتيت الصوديوم)، إي 222 (بيكبريتيت الصوديوم)، إي 223 (بيروكبريتيت الصوديوم)، إي 233 (بيروكبريتيت الصوديوم)، إي 240 (فورمالدهيد)، إي 338 (حمض الفوسفوريك)، إي 341 (فوسفات الكالسيوم)، إي 460 (سليولوز)، إي 461 (مثيل سيليولوز)، إي 463 (هيدروكسي بروبيل السيللوز)، إي 464 (هيدروكسي بروبيل ميثيل سيللوز)، إي 466 (كربوكسي ميثيل السليولوز)

## البحوث
أصبحت هذه الظاهرة موضوع بحوث تجريبية أكاديمية من قبل جان نويل كابفرر، رئيس مؤسسة الدراسة والمعلومات حول الإشاعات (منظمة في باريس) وأستاذ الاتصالات في جامعة إتش إي سي باريس (جامعة في فرنسا) بسبب إصرار كاتب الورقة على تفنيد كل التكذيبات الرسمية حول أمان حامض الليمون وما شهدته الورقة من انتشار سريع. ونشر البحث العلمي في 1989 في العدد الثالث والخمسين من مجلة بابليك أوبينيون كوارترلي، وهي مجلة متربطة مع الجمعية الأمريكية لبحوث الرأي العام ونشرت في مطبعة جامعة شيكاغو (نشرت الآن في مطبعة جامعة أكسفورد).
طبقا لكتاب نشر عام 1990 وبقلم جان نويل كابفرر، جذبت الورقة انتباه الخبراء، الذين أدركوا طبيعتها المريبة على الفور. فقد أدرجت الورقة العنصر E 330، أو حمض الليمون، بأنه الأخطر بين المسرطنات.

## الانتشار
اعتبرت الإشاعة إحدى أهم الإشاعات التي اختبرها في المجتمع الفرنسي، ونشرت عن طريق أوراق مترجمة في بريطانيا العظمى، ألمانيا، إيطاليا، الشرق الأوسط، وأفريقيا.
نشر الصحفيون الذين يعملون بالصحف قائمة المسرطنات المزعومة حرفيا؛ حتى أن كتابا نشر عام 1984، بقلم طبيب يستهدف تحذير الناس من أخطار السرطان، تضمن المواد الموجودة في الورقة في قائمة المسرطنات، بدون تدقيق حول صحة النشرة.

## الربط الخاطئ بمستشفى فيلجويف
تم نشر الورقة من العديد من الأفراد، كالأصدقاء الذين أرادوا إخبار أصدقائهم عن المواد الكيمياوية الضارة في أغذيتهم. تضمنت إحدى الأوراق المنسوخة اسم مستشفى فيلجويف، ما جعل ضحايا الإشاعة يعتقدون بأن القائمة أصدرت بواسطته. أنكر المستشفى (واسمه معهد غوستاف روسي) أي علاقة له بالأمر، ولكنه لم يكن قادرا على إيقاف انتشار الورقة، والتي انتقلت من يد لأخرى حتى عام 1986 على الأقل وتم نشرها في المدارس الابتدائية والمنظمات وحتى المستشفيات المختلفة، حتى أن كليات الصيدلة والطب وقعت أيضا كضحايا لهذه القائمة بسبب إشارتها لمستشفى فيلجويف الشهير.

## التفسيرات المحتملة
حامض الليمون هو عنصر مهم لعملية كيميائية تدعى دورة كريبز، على اسم العالم هانس كريبس، لكن كلمة كريبز تعني السرطان في اللغة الألمانية، ويعتقد بأن هذا الخلط اللغوي لربما كان المسؤول عن الزعم الخاطئ بأن حامض الستريك يسبب السرطان.